# Polimery elektroluminescencyjne
Polimery elektroluminescencyjne, polimery emitujące światło (LEP, z ang. Light Emitting Polymers) to polimery emitujące światło pod wpływem przyłożonego do nich napięcia elektrycznego. Innymi słowy są to świecące tworzywa sztuczne.
Materiały takie, nazywane są przez chemików polimerami o układach sprzężonych (ang. conjugated polymers), jak np. polipirol czy polianilina i znane są od ponad 100 lat. Jednak dopiero niedawno badania prowadzone od trzydziestu lat na polifenylenowinylenie (PPV) umożliwiły skonstruowanie organicznych diod elektroluminescencyjnych OLED (ang. Organic Light Emitting Diodes), w miarę efektywnie przetwarzających energię elektryczną na światło.
Ekrany polimerowe czyli wyświetlacze wykonane z LEP mają wiele zalet w porównaniu z wyświetlaczami LCD. Nie wymagają podświetlenia, dzięki czemu mogą być cieńsze (kilkadziesiąt μm) i lżejsze oraz bardziej energooszczędne, są bardziej wytrzymałe mechanicznie, duży kąt obserwacji (do 180 stopni), małe napięcie sterujące (kilka V), są też tańsze i proste w produkcji. Obecnie wyświetlacze w technologii LEP stosowane są w telefonach komórkowych, notatnikach elektronicznych oraz systemach wideo. W przyszłości mogą zostać wykorzystane w dużych wyświetlaczach np. w reklamach typu billboard.